# Tritonville FC
Der Tritonville Football Club war ein irischer Fußballverein aus Dublin.

## Geschichte
Der Verein wurde im Jahre 1893 gegründet und spielte zunächst nur in lokalen Ligen. In der Saison 1912/13 spielte für eine Saison in der Irish League, der heutigen höchsten Spielklasse Nordirlands. Neben dem Tritonville FC nahmen aus Dublin nur der Bohemians FC und der Shelbourne FC an der höchsten nordirischen Spielklasse teil. Mit nur zwei Siegen, einem Unentschieden und 15 Niederlage musste die Mannschaft als Tabellenletzter prompt wieder absteigen. In der gleichen Saison erreichte der Verein das Halbfinale des Irish Cups, welches jedoch mit 1:4 gegen den FC Linfield verloren wurde. Das weitere Schicksal des Vereins ist unbekannt.